# 1,1-Difluoroetileno
1,1-Difluoroetileno is a hidrofluoroolefina. A produção global em 1999 era aproximadamente 33 mil toneladas métricas. É o monômero do fluoropolímero fluoreto de polivinilideno.